# Louvigny (Pirenei Atlantici)
Louvigny è un comune francese di 124 abitanti situato nel dipartimento dei Pirenei Atlantici nella regione della Nuova Aquitania.

## Società

### Evoluzione demografica
Abitanti censiti